# سادو بوگیو

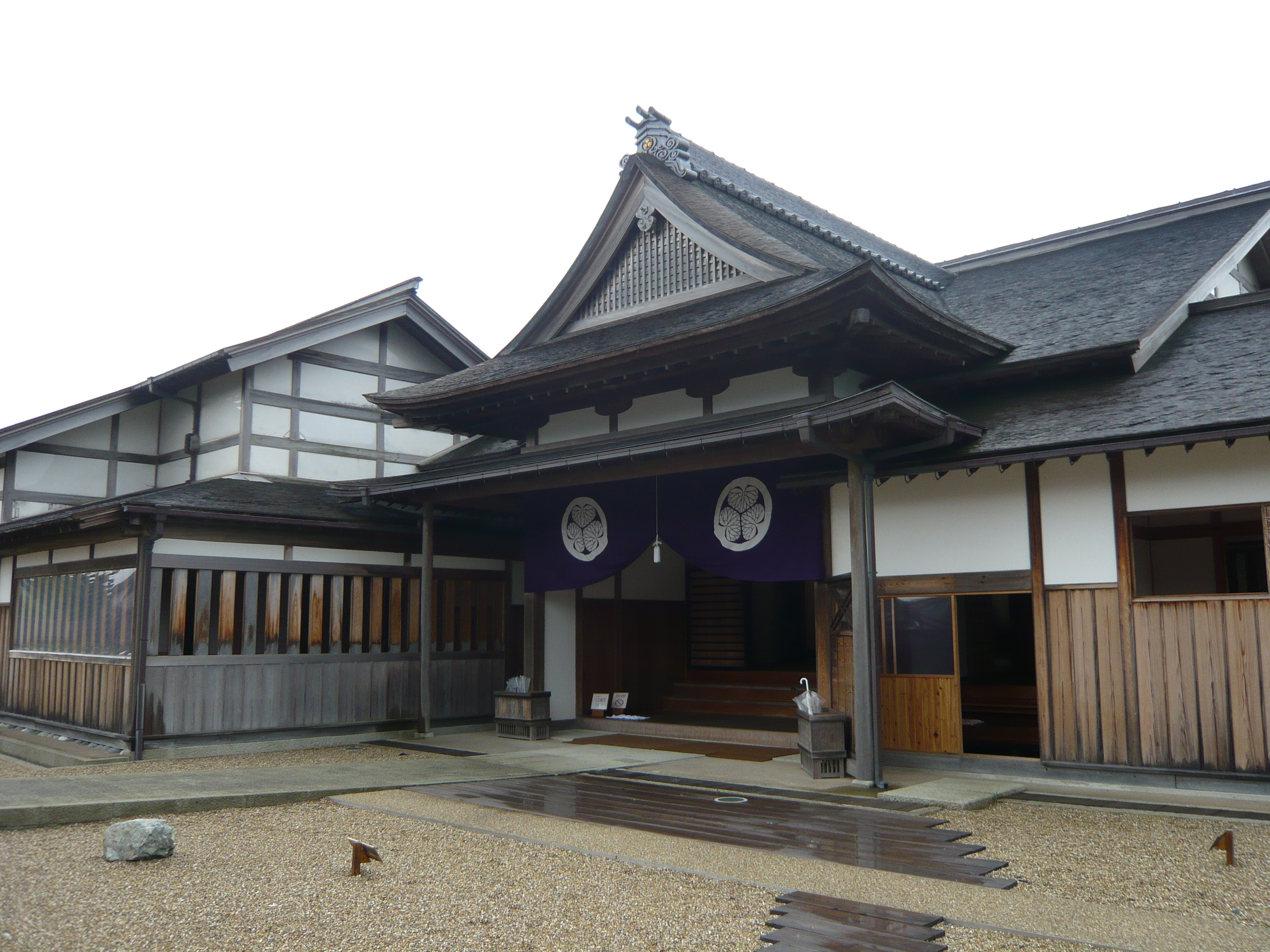
بازسازی سادو بوگیوشو

سادو بوگیو (به ژاپنی: 佐渡奉行 Sado bugyō)، از مقام‌های شوگون‌سالاری توکوگاوا مسئول اداره عملیات معدن در سادو، نیگاتا بودند.: ۱۱۲ 